# Phare Akra Antiríon
Le phare Ákra Antirion est situé à Antirion (à proximité du pont Rion-Antirion) en Grèce. Il est achevé en 1880.

## Caractéristiques
Le phare est une tour, dont le dôme de la lanterne est de couleur grise. Il est construit sur les ruines d'un ancien château Ottoman et s'élève à 15 mètres au-dessus de la mer.

## Codes internationaux
- ARLHS[2] : GRE-006
- NGA : 14784
- Admiralty[3] : E 3938

## Source
(en) [PDF] List of lights radio aids and fog signals - 2011 - The west coasts of Europe and Africa, the mediterranean sea, black sea an Azovskoye more (sea of Azov) (la liste des phares de l'Europe, selon la National Geospatial - Intelligence Agency)- Version 2011 - National Geospatial - Intelligence Agency